# Декабрь (фильм, 2008)
«Декабрь» (порт. Feliz Natal) —  бразильский драматический фильм 2008 года, режиссёрский дебют Селтона Мелу . В главных ролях Леонардо Медейрос, Дарлен Глория и Гразиела Моретто. Премьера состоялась 1 октября на МКФ в Рио-де-Жанейро, в официальный прокат фильм вышел 21 ноября.

## Сюжет
Кайо 40 лет, он живёт в Рио-де-Жанейро, где владеет складом металлолома. В канун Рождества он едет в столицу, чтобы навестить семью и друзей. Наконец он сможет встретить человека, которого не видел давно: самого себя.

## В ролях
- Леонардо Медейрос —  Кайо
- Дарлин Глория —  Мерси
- Гразиела Моретто —  Фабиана
- Пауло Гварньери —  Тео
- Лусио Мауро  —   Мигель
- Фабрицио Рейс —  Бруно
- Тельмо Фернандес —  Нето
- Клаудио Мендес —  Фалес
- Даниэль Торрес —  Витор
- Роза Абдалла —  Селия
- Лукас Гварнери —  Тьягу
- Лиз Маджини Серафин —  Биа
- Хоссейн Минусси —  Алекс
- Эмилиано Кейруш — Зе ду Кайшау
- Наталия Дилл — Мэрилия

## Производство и релиз
По словам Мелу, на фильм оказали заметное влияние режиссёры Лукресия Мартель, американец Джон Кассаветис и бразилец Луис Фернандо Карвалью (который снял Селтона  в своих фильмах «Семья Майя» и «Старая фазенда»). Все они те мастера, которыми Селтон искренне восхищается. Во время проката фильма появилась информация, что актёр Педру Кардозу в одном из интервью выступил резко против эротических сцен в бразильских фильмах, упомянув и участие своей жены Гразиелы Моретто, которая появляется обнаженной в «Декабре».   Вскоре после этого  Кардозу, как сообщается, заявил, что пресса неверно истолковала его слова.

## Награды
- Фестиваль «Паулина» (лучшая операторская работа —  Лула Карвалью)
- Фестиваль бразильских фильмов в Лос-Анджелесе    (лучшая режиссура, лучшая мужская роль — Леонардо Медейрос)
- Премия «Гуарани»    (лучшая женская роль второго плана — Дарлин Глория)